# Parque nacional Roca Bald

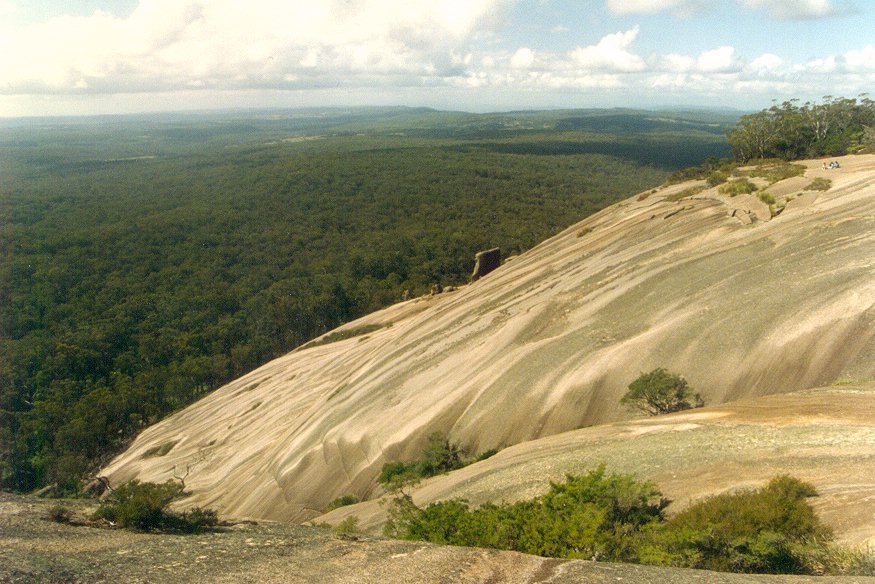
Panorámica del parque.

Roca Bald (Bald Rock) es un parque nacional en Nueva Gales del Sur (Australia), ubicado a 565 km al norte de Sídney.

## Datos
- Área: 75 km²
- Coordenadas: 28°51′9″S 152°03′20″E / -28.85250, 152.05556
- Fecha de Creación: 12 de noviembre de 1971
- Administración: Servicio Para la Vida Salvaje y los Parques Nacionales de Nueva Gales del Sur
- Categoría IUCN: II

Véase también: Zonas protegidas de Nueva Gales del Sur